# Wiesław Bernolak
Wiesław Bernolak (ur. 21 września 1941 w Łucku) – polski kompozytor, muzyk, gitarzysta, pianista i keybordzista.

## Życiorys
Urodził się w rodzinie nauczycieli Antoniego (1910–1987) i Ireny z domu Chlebowskiej (1915–2002). Brat Edwarda (ur. 1936), Zbigniewa i Danuty Lucyny (ur. 1953), śpiewaczki (sopran).
Po II wojnie światowej z rodziną przyjechał do Gdańska. Pierwsze jego publiczne występy miały miejsce podczas sobotnich zabaw tanecznych w klubie PPS „Społem” w Gdańsku, podczas których grał na pianinie, a na perkusji jego brat Zbigniew. W latach 1956–1958 występował na scenach Trójmiasta w kwartecie dixielandowym (z bratem Zbigniewem oraz Janem Szpakowskim, trąbka, i Jerzym Detko, klarnet). W 1959 w czasie pobytu w sanatorium w Dzierżążnie nauczył się grać na gitarze i występował w sanatoryjnej orkiestrze.
Od 1960 występował w zespole Czerwono-Czarni, następnie, w latach 1965–1968, w zespole rhythm and bluesowym Polanie. W 1968 dostał angaż w Zespole Muzycznym Marynarki Wojennej w Gdyni, potem pełnił funkcję kierownika muzycznego w „Studio Rytm” w Polskim Radio. Współpracował także z zespołami Quorum oraz Varsoviana 68, oraz grupami jazzowymi Władysława Jagiełły i Leszka Dudziaka (brata Urszuli).
W 1971 wyjechał do Szwecji. W latach 1974–2003 z polsko-szwedzką grupą muzyczną The Lolas koncertował (z małymi przerwami) na luksusowych szwedzkich statkach pasażerskich „Royal Viking Sea”, „Black Prince”, „Vistafjord”, „Sagafjord” i „Europa”. Od 1979 pracował także jako nauczyciel muzyki, a od 2003 był profesjonalnym stroicielem fortepianów i pracownikiem sklepu muzycznego w Malmoe.
W styczniu 1996 wystąpił w zespole Polanie na Balu Mistrzów Sportu w Hotelu Victoria w Warszawie. W latach 2004–2014 występował ponownie w zespole Czerwono-Czarni, m.in. 28–29 sierpnia 2004 w dwóch koncertach „40 lat Festiwalu Młodych Talentów”.
W kwietniu 2009 została wydana jego książka wspomnieniowa pt. Bernolak Boogie. 

## Publikacja
- Wiesław Bernolak: Bernolak Boogie. Gdański Kantor Wydawniczy, 2009. ISBN 978-83-60597422. OCLC 751087803.

## Odznaczenia
- Brązowy Medal „Zasłużony Kulturze Gloria Artis” (27 października 2005)[7]

## Nagrody
- Nagroda Prezydenta Miasta Gdańska w Dziedzinie Kultury z okazji 50-lecia narodzin polskiego rock'n'rolla oraz pierwszego koncertu zespołu Czerwono-Czarni (2010)[8]